# Bush Rugby Football Union
Bush Rugby Football Union – istniejący w latach 1890–1971 nowozelandzki regionalny związek rugby union z siedzibą w Pahiatua obejmujący kluby z południowo-wschodniej części Wyspy Północnej.

## Historia
Związek został założony w kwietniu 1890 roku przez kluby rugby z Pahiatua, Eketahuna i Woodville. Zaproponowana wówczas nazwa Seventy Mile Bush Union została skrócona, gdy klub z Dannevirke postanowił pozostać w Hawke’s Bay Rugby Union. Po wpłaceniu wpisowego w postaci jednego funta, związek został członkiem New Zealand Rugby Football Union w 1893 roku. W 1971 roku połączył się z Wairarapa tworząc Wairarapa Bush Rugby Football Union, a wspólną drużynę oba te związki wystawiały już wcześniej, m.in. przeciwko British and Irish Lions podczas ich tournée w 1930, 1959 i 1966. Ostatni raz samodzielna drużyna reprezentująca Bush zagrała w 1979 roku w meczu upamiętniającym stulecie Carterton Club.
Zespół z sukcesami występował w lokalnych rozgrywkach Bebbington Shield, kilkukrotnie przystępował też do meczu o Ranfurly Shield, jednak nigdy nie zdobył tego trofeum. Prócz rywalizacji z innymi nowozelandzkimi regionami drużyna rozgrywała też spotkania z zespołami z zagranicy – Fidżi, Australią czy Nową Południową Walią.
Jedynym reprezentantem kraju pochodzącym z tego związku był Atholstan Mahoney, który w barwach All Blacks wystąpił dwadzieścia sześć razy w latach 1929–1936. Innym znanym zawodnikiem tej drużyny był Keith Elliott, który podczas drugiej wojny światowej został odznaczony Krzyżem Wiktorii.